# Frank Swaelen
Frank Swaelen (ur. 23 marca 1930 w Antwerpii, zm. 23 grudnia 2007 w Wilrijk) – belgijski i flamandzki polityk, prawnik i samorządowiec, parlamentarzysta, od 1988 do 1999 przewodniczący Senatu, minister obrony i przewodniczący flamandzkich chadeków.

## Życiorys
Z wykształcenia prawnik, ukończył studia na Katholieke Universiteit Leuven. W latach 1956–1966 pracował jako sekretarz generalny federacji stowarzyszeń rodzinnych (NCOV). Zaangażował się w działalność polityczną w ramach chadeckiej partii CVP-PSC, a po jej podziale dołączył do flamandzkich chadeków – Chrześcijańskiej Partii Ludowej. Od 1964 do 1966 stał na czele jej młodzieżówki (CVP-Jongeren), później do 1976 był sekretarzem partii ds. politycznych.
W latach 1971–1996 zasiadał w radzie miejskiej Hove, od 1971 do 1988 pełnił funkcję burmistrza tej miejscowości. W latach 1968–1985 sprawował mandat posła do Izby Reprezentantów. Od 1980 do 1995 wchodził w skład Rady Flamandzkiej. W latach 1980–1981 zajmował stanowisko ministra obrony. Od 1981 do 1988 stał na czele Chrześcijańskiej Partii Ludowej.
Od 1985 do 1999 był członkiem belgijskiego Senatu. W latach 1988–1999 pełnił funkcję przewodniczącego tej izby. Później wycofał się z działalności politycznej.
Odznaczony najwyższymi orderami belgijskimi – Wielką Wstęgą Order Leopolda (1999), Krzyżem Wielkim Orderu Korony (1995) i Krzyżem Wielkim Orderu Leopolda II (1991).